# Tachina distenta
Tachina distenta är en tvåvingeart som beskrevs av Walker 1853. Tachina distenta ingår i släktet Tachina och familjen parasitflugor. Inga underarter finns listade i Catalogue of Life.